# Lučinci
Lučinci falu Horvátországban, Pozsega-Szlavónia megyében. Közigazgatásilag Velikéhez tartozik.

## Fekvése
Pozsegától légvonalban 13, közúton 15 km-re északnyugatra, községközpontjától légvonalban 9, közúton 13 km-re délnyugatra, a Papuk-hegység déli lejtői alatt fekszik. Nyugatról Milivojevci, keletről Velikeolaszi, délről Bratuljevci határolja.

## Története
A határában talált történelem előtti leletek tanúsága szerint itt már ősidők óta élnek emberek. 
Lučinci első írásos említése 1488-ban a velikei uradalom egyik birtokaként történt. A középkorban lakói valószínűleg még katolikus horvátok voltak. A térséget 1532-ben szállta meg a török. A török uralom idején Boszniából érkezett pravoszláv szerbek települtek ide. 1698-ban „Lucsinczi” néven 3 portával szerepel a török uralom alól felszabadított szlavóniai települések összeírásában. A 18. század közepére a település újra kihalt, majd a 19. században uradalmi major lett, ahol főként Magyarország déli területeiről betelepített magyar és német anyanyelvű mezőgazdasági munkások laktak.
Lipszky János 1808-ban Budán kiadott repertóriumában „Luchinczi” néven szerepel. Nagy Lajos 1829-ben kiadott művében „Luchinczi” néven lakosság nélküli preadiumként találjuk. 1857-ben 10, 1910-ben 167 lakosa volt. 1910-ben a népszámlálás adatai lakosságának 44%-a magyar, 21%-a német, 20%-a horvát, 8%-a szerb, 7%-a cseh anyanyelvű volt. Pozsega vármegye Pozsegai járásának része volt. Az első világháború után 1918-ban az új szerb-horvát-szlovén állam, majd később (1929-ben) Jugoszlávia része lett. A magyar és német lakosságot a második világháború idején a partizánok elüldözték, helyükre a háború után főként szerbek települtek. 1991-ben lakosságának 56%-a szerb, 40%-a horvát nemzetiségű volt. 2001-ben 53 lakosa volt.

## Lakossága
| Lakosság változása | Lakosság változása | Lakosság változása | Lakosság változása | Lakosság változása | Lakosság változása | Lakosság változása | Lakosság változása | Lakosság változása | Lakosság változása | Lakosság változása | Lakosság változása | Lakosság változása | Lakosság változása | Lakosság változása | Lakosság változása |
| ------------------ | ------------------ | ------------------ | ------------------ | ------------------ | ------------------ | ------------------ | ------------------ | ------------------ | ------------------ | ------------------ | ------------------ | ------------------ | ------------------ | ------------------ | ------------------ |
| 1857               | 1869               | 1880               | 1890               | 1900               | 1910               | 1921               | 1931               | 1948               | 1953               | 1961               | 1971               | 1981               | 1991               | 2001               | 2011               |
| 10                 | 17                 | 34                 | 76                 | 118                | 167                | 139                | 294                | 176                | 205                | 207                | 177                | 170                | 135                | 68                 | 53                 |